# Убийство Махатмы Ганди

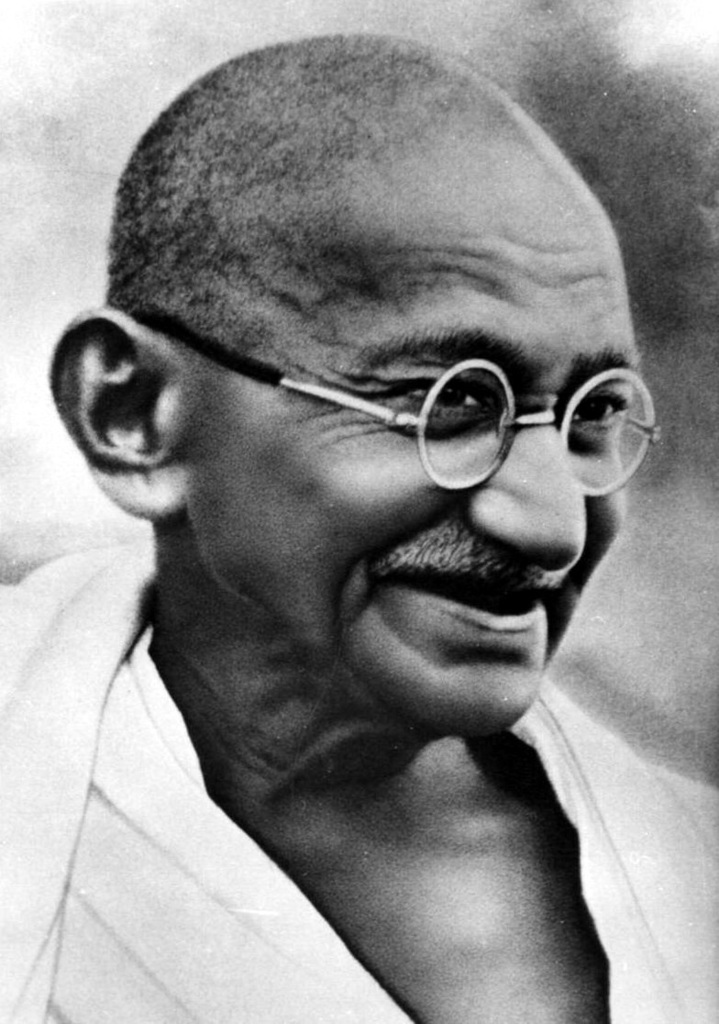
Махатма Ганди в 1946 году

Махатма Ганди (гудж. મોહનદાસ કરમચંદ (મહાત્મા) ગાંધી, хинди मोहनदास कर्मचन्द (महात्मा) गान्धी, англ. Mohandas Karamchand «Mahatma» Gandhi МФА: [ˈmoːɦənd̪aːs ˈkərəmtʃənd̪ ˈɡaːnd̪ʱi]о файле; 2 октября 1869, Порбандар, Гуджарат — 30 января 1948, Нью-Дели) — один из руководителей и идеологов движения за независимость Индии от Великобритании. Его философия ненасильственной борьбы (сатьяграха) оказала влияние на движения сторонников мирных перемен.
Предпоследнее покушение на жизнь Махатмы Ганди произошло 20 января 1948 года, через два дня после того как он прекратил голодовку. Лидер страны обращался к верующим с веранды своего дома в Дели, когда беженец из Пенджаба по имени Маданлал бросил в него самодельную бомбу. Устройство разорвалось в нескольких шагах от Ганди, но никто не пострадал. Индийское правительство, встревоженное этим инцидентом, настаивало на усилении личной охраны Ганди, однако он категорически отказался, заявив: «Если мне суждено погибнуть от пули безумца, я сделаю это с улыбкой». На тот момент ему было 78 лет.
До этого Махатму Ганди пытались убить в 1934 году.

## Убийство

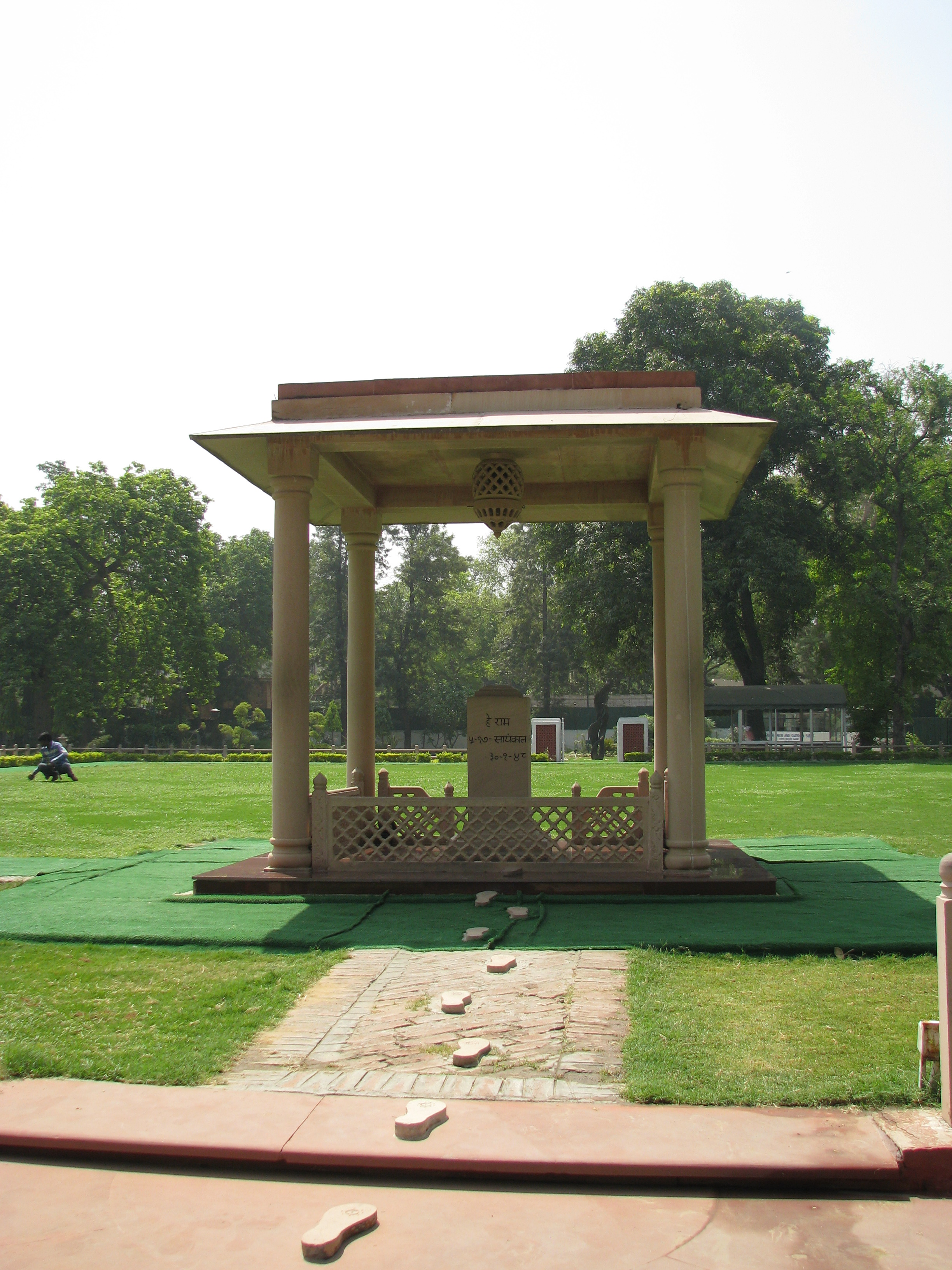
Мемориал на месте убийства Ганди

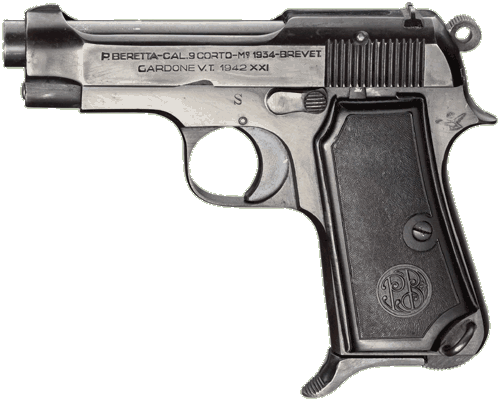
Орудие убийства — карманный пистолет Beretta M1934

30 января 1948 года Ганди проснулся на рассвете и принялся за работу над проектом конституции, который надо было представить конгрессу. Весь день ушёл на обсуждение с коллегами будущего основного закона страны. Пришло время вечерней молитвы, и в сопровождении своей племянницы он вышел на лужайку перед домом. Как обычно, собравшаяся толпа бурно приветствовала «отца нации». Приверженцы его учения бросились к своему наставнику, пытаясь, по древнему обычаю, дотронуться до ног Махатмы. Пользуясь возникшей суматохой, Натхурам Годзе в числе прочих поклоняющихся приблизился к Ганди и трижды выстрелил в него из пистолета Beretta M1934. Первые две пули прошли навылет, третья застряла в лёгком в области сердца. Слабеющий Махатма, поддерживаемый с обеих сторон племянницами, прошептал: «О, Рама! О, Рама!» (хинди हे ! राम — эти слова написаны на памятнике, воздвигнутом на месте выстрела). Затем показал жестами, что прощает убийцу, после чего скончался на месте. Это произошло в 17 часов 17 минут.

### Заговорщики

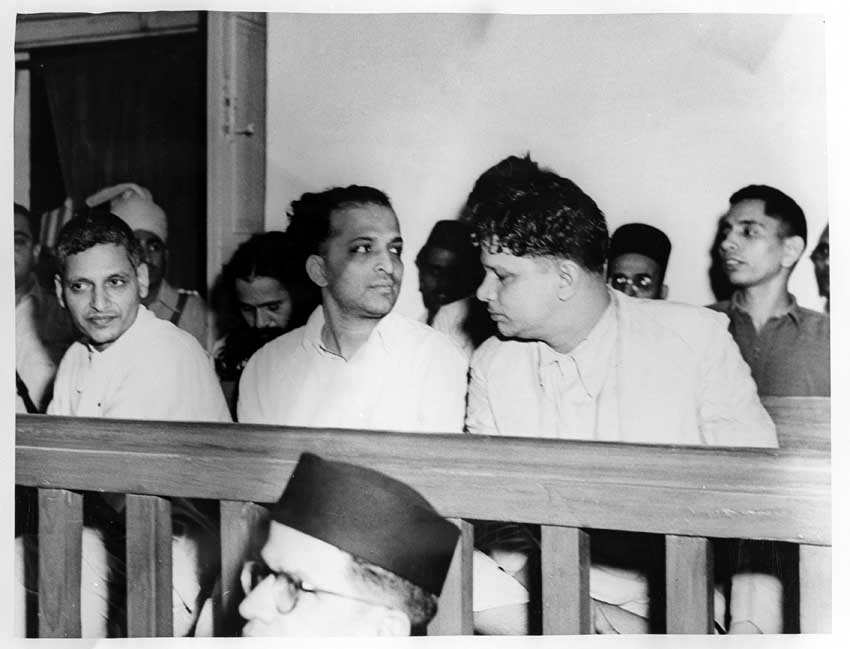
Суд над лицами, обвиняемыми в причастности к убийству Ганди. 27 мая 1948 года, Красный форт, Дели

Годзе пытался покончить жизнь самоубийством, но в этот момент к нему бросились люди, чтобы расправиться с ним на месте. Однако телохранитель Ганди спас убийцу от разгневанной толпы и передал его в руки правосудия. Следствие установило, что убийца действовал не в одиночку. Был раскрыт мощный антиправительственный заговор. Перед судом предстали восемь человек. Среди них:
- Натхурам Винаяк Годзе — убийца, совершивший преступление на глазах сотен свидетелей. Активист индийских националистических организаций, стоящих на позициях индуистского фундаментализма. Поводом к убийству Махатмы Ганди стало его сопротивление разделению Британской Индии на собственно Индийскую Республику и Пакистан; так, в частности, именно Ганди настоял на том, чтобы Индия выплатила пакистанскому правительству 550 миллионов рупий, как то предусматривало соглашение о разделении. Годзе, как сторонник радикальных индуистов (входил в движение Хинду Махасабха), был возмущён этим, по его мнению, предательством[3][4][5]. 15 ноября 1949 года повешен вместе с Нараяном Апте, которого следствие признало организатором покушения.
- Гопал Годзе, брат стрелявшего. Гопал Годзе был арестован лишь 5 февраля. Позже он был приговорён к 18 годам лишения свободы, выйдя из заключения лишь в октябре 1964 года. Через месяц он вновь был арестован и более года провёл в тюрьме. В конце 1965 года он окончательно освободился и жил в основном в Пуне до конца своих дней. Гопал Годзе до самой смерти неоднократно заявлял, что не сожалеет об участии в убийстве[6].

Ещё четыре человека получили пожизненные сроки. Некоторые индийские националистические группировки до сих пор считают участников покушения национальными героями. Среди подсудимых был и известный писатель Винаяк Дамодар Саваркар, однако на суде он был оправдан.

## Фильмография
- д/ф «BBC: Самые громкие преступления XX-го века. Убийство Махатмы Ганди — 1948 г.»